# Албештій-де-Мусчел
Албештій-де-Мусчел (рум. Albeștii de Muscel) — комуна у повіті Арджеш в Румунії. До складу комуни входять такі села (дані про населення за 2002 рік):
- Албешть (1216 осіб) — адміністративний центр комуни
- Киндешть (492 особи)

Комуна розташована на відстані 129 км на північний захід від Бухареста, 51 км на північ від Пітешть, 144 км на північний схід від Крайови, 60 км на південний захід від Брашова.

## Населення
За даними перепису населення 2002 року у комуні проживали 4553 особи. Усі жителі комуни рідною мовою назвали румунську.
Національний склад населення комуни:
| Національність | Кількість осіб | Відсоток |
| -------------- | -------------- | -------- |
| румуни         | 4475           | 98,3%    |
| цигани         | 78             | 1,7%     |

Склад населення комуни за віросповіданням:
| Релігія                                       | Кількість осіб | Відсоток |
| --------------------------------------------- | -------------- | -------- |
| православні                                   | 4264           | 93,7%    |
| лютерани                                      | 207            | 4,5%     |
| п'ятдесятники                                 | 44             | 1,0%     |
| бретрени                                      | 26             | 0,6%     |
| адвентисти                                    | 9              | 0,2%     |
| реформати                                     | 1              | < 0,1%   |
| лютерани (Синодально-пресвітеріанська церква) | 1              | < 0,1%   |
| не релігійні                                  | 1              | < 0,1%   |

## Зовнішні посилання
- Дані про комуну Албештій-де-Мусчел на сайті Ghidul Primăriilor [Архівовано 21 жовтня 2012 у Wayback Machine.]